# Arcaño y sus Maravillas
Arcaño y sus Maravillas era una charanga cubana fondata nel 1937 dal flautista Antonio Arcaño. Fino al suo scioglimento nel 1958, fu una delle orchestre di danzón più popolari a Cuba, in particolare avevano sviluppato il danzón-mambodue grazie ai compositori e musicisti: Orestes López  e suo fratello Cachao.
Questo genere musicale fu precursore del mambo reso popolare da Pérez Prado, così come il Cha cha cha creato dal violinista Enrique Jorrín. Altri importanti musicisti delle Maravillas furono il pianista Jesús López, il timbalero Ulpiano Díaz, il violinista Félix Reina e il flautista Eulogio Ortiz.

## Discografia
- 1957: Latin Fiesta (Kubaney)
- 1958: Danzones de ayer, de hoy y siempre (Maype)
- 1959: Pita Arcaño,  dale Dermos (Modiner)
- 1974: Danzón Mambo (Cariño) DBM1-5806
- 1976: La Radiofonica (Areito)
- 1980: Arcaño y sus Maravillas (Areito)
- 1995: Danzon Mambo (Tumbao) - compilation del 1944-1951
- 1996: El Danzón En Vivo (Discmedi Blau) DM 218CD